# Roman Kraus
Roman Kraus (27. října 1955 Brno – 30. října 2024 Brno) byl český politik a lékař, v letech 2020 až 2024 senátor za obvod č. 60 – Brno-město, v letech 2005 až 2007 ředitel Fakultní nemocnice u sv. Anny v Brně a v letech 2007 až 2019 ředitel Fakultní nemocnice Brno, člen ODS.

## Život
V letech 1971 až 1975 vystudoval brněnské Gymnázium Vídeňská a následně v letech 1975 až 1981 pak absolvoval Lékařskou fakultu UJEP v Brně (dnes Masarykova univerzita) (promoval s červeným diplomem a získal titul MUDr.). V roce 2005 úspěšně dokončil studia na Prague International Business School a získal titul MBA.
První anesteziologické zkušenosti získával jako sekundární lékař v Nemocnici s poliklinikou Vyškov, následně na Anesteziologicko resuscitační klinice FN u sv. Anny v Brně. V letech 1989 až 1991 pracoval v Jemenu jako lékař intenzivista a v letech 1992 až 2005 působil jako primář ARK ve FN u sv. Anny.
V roce 1994 se stal lékařským náměstkem ředitelky FN pro chirurgické obory a v roce 2006 byl ředitelem Centra kardiovaskulární a transplantační chirurgie. V letech 2005 až 2007 působil jako ředitel Fakultní nemocnice u sv. Anny v Brně. V letech 2007 až 2019 vedl Fakultní nemocnici Brno, která je druhou největší nemocnicí v ČR. Odešel na vlastní žádost s tím, že se chce více věnovat rodině. Ve funkci jej nahradil Jaroslav Štěrba.
Roman Kraus žil v Brně, byl ženatý, měl 4 děti.[zdroj?]

## Politické působení
Od roku 1995 byl členem ODS.
Ve volbách do Senátu PČR v roce 2020 kandidoval jako člen ODS za koalici „ODS a TOP 09 s podporou Svobodných“ v obvodu č. 60 – Brno-město. V prvním kole získal 21,84 % hlasů, a postoupil tak z 1. místa do druhého kola, v němž porazil kandidátku Zelených, hnutí Senátor 21 a hnutí Idealisté Annu Šabatovou poměrem hlasů 57,71 % : 42,28 %, a stal se tak senátorem.
V Senátu byl členem Senátorského klubu ODS a TOP 09 a předsedou Výboru pro zdravotnictví.